# Gīlān-e Gharb (kommunhuvudort i Iran)
Gīlān-e Gharb (persiska: گیلان غرب) är en kommunhuvudort i Iran.   Den ligger i provinsen Kermanshah, i den västra delen av landet, 500 km väster om huvudstaden Teheran. Gīlān-e Gharb ligger 802 meter över havet och antalet invånare är 41 971.
Terrängen runt Gīlān-e Gharb är kuperad österut, men västerut är den platt. Runt Gīlān-e Gharb är det ganska glesbefolkat, med 38 invånare per kvadratkilometer. Gīlān-e Gharb är det största samhället i trakten. Omgivningarna runt Gīlān-e Gharb är i huvudsak ett öppet busklandskap.